# Фрунзе (Молдова)
Фру́нзе (также Фрунзэ; рум. Frunză) — город в Окницком районе Молдавии.

## История
Статус города получил в 1994 году. Железнодорожная станция Гырбово (рум. Gîrbova) на линии Окница—Жмеринка. В прошлом градообразующими предприятиями были Гырбовский сахарный комбинат и завод по производству лимонной кислоты.